# Półgorset

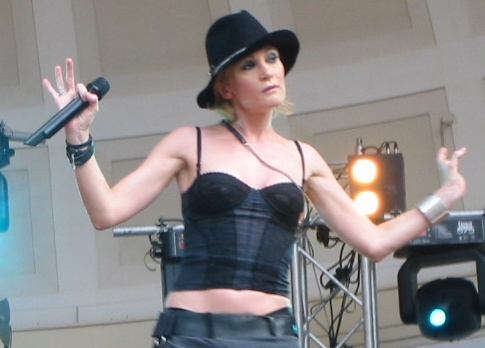
Patricia Kaas w półgorsecie

Półgorset – współcześnie rodzaj bielizny damskiej przykrywającej i podtrzymującej piersi będący formą pośrednią pomiędzy typowym biustonoszem a gorsetem lub basque.
Półgorset wyglądem zbliżony jest do biustonosza z przedłużonym stanem (linią obwodu) do pasa lub nieco mniej. Półgorset nie zakrywa podbrzusza i nie modeluje sylwetki tak jak typowy gorset (nie pozwala ukryć tzw. "brzuszka"). Półgorset często jest wyposażony w paski do pończoch, spełnia tym samym funkcję pasa do pończoch.